# 福屋渉
福屋 渉（ふくや わたる、1965年11月4日（59歳） - ）は北海道テレビ放送のテレビプロデューサー。北海道長沼町出身。現在、HTBの取締役 東京支社担当 兼 東京支社長 兼 コンテンツビジネス担当補佐を務める。 

## プロフィール
両親はサツラクの牛乳を生産する酪農家であり、長沼町で福屋牧場を営んでいたが現在は弟が継いでいる。北海道岩見沢東高等学校、明治大学を卒業後、HTBに入社。
HTBの制作部で「いばらのもり」「ハナタレナックス」などのプロデューサーを担当後、制作部長を務める。2010年4月に制作部が情報部と統合された際に、営業部に異動。2018年6月付で「取締役 編成・コンテンツ事業担当 編成局長」に、2019年6月には「東京支社担当兼東京支社長（編成担当兼編成局長兼コンテンツ事業担当）取締役」に異動し、2019年1月からは「コンテンツビジネス担当補佐、取締役東京支社長」を務める。放送中の番組をインターネットで同時視聴できる実験を、全国の地方局に先駆けて取り入れた。
2015年8月19日に結婚。
嬉野雅道曰く、敏腕の名をほしいままにし、人をまとめる統率力に優れているため、HTB社内やTEAM NACSのメンバーからは、「キャップ」と呼ばれる。

## 担当番組
- いばらのもり (プロデューサー、後期はディレクターと兼任)
- 素晴らしい世界(プロデューサー)
- ハナタレナックス(初代プロデューサー)
- 水曜どうでしょう(7代プロデューサー、「激闘!西表島」・「初めてのアフリカ」では同行)
- 夢チカ18(プロデューサー)
- ミエルヒ(プロデューサー)
- チャンネルはそのまま!(エグゼクティブプロデューサー)